# Ancylotrypa spinosa
Ancylotrypa spinosa är en spindelart som beskrevs av Simon 1889. Ancylotrypa spinosa ingår i släktet Ancylotrypa och familjen Cyrtaucheniidae. Inga underarter finns listade i Catalogue of Life.